# Nikulitsa

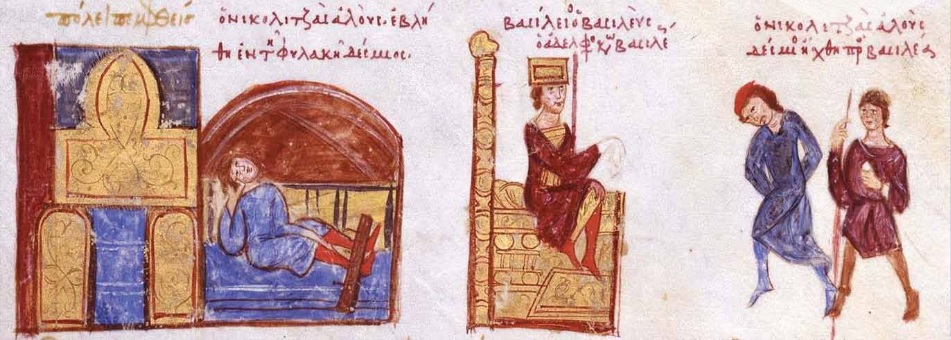
Captura y encarcelamiento de Nikulitsa por los bizantinos.

Nikulitsa (en búlgaro: Никулица) fue un noble búlgaro, gobernador de Servia (Grecia) durante el reinado del zar Samuel de Bulgaria. Recibió su nombre («Nicolás el Pequeño») debido a su baja estatura. En 1001, los bizantinos dirigidos por el emperador Basilio II sitiaron la ciudad y después de un largo asedio lograron entrar a pesar de la defensa desesperada de la guarnición. Para asegurar la fortaleza, la población entera búlgara fue deportada en la zona denominada Bolero, entre los ríos Mesta y Maritsa.
Nikulitsa fue llevado a Constantinopla y obtuvo el  título de patricio. Muy pronto, sin embargo, Nikulitsa huyó de Constantinopla y se reunió con las fuerzas de Samuel, que estaban tratando de recuperar Servia. Basilio II reaccionó rápidamente, partió a la ciudad con un ejército y repelió a los búlgaros. Samuel y Nikulitsa se retiraron, pero poco después este fue emboscado y capturado de nuevo. Fue llevado de vuelta a la capital bizantina, donde fue encarcelado.